# 王元綎
王元綎（?—?），字文夫，山東省登州府寧海州（今煙台市牟平區）大河東村人，清朝政治人物。

## 生平
光緒二十四年（1898年），参加光緒戊戌科殿試，登進士三甲135名。同年五月，著交吏部掣签分发各省，以知县即用。官安徽歙縣知縣。